# Erfenstein
Erfenstein ist eine kleine Ortschaft im Pfälzerwald, die eine von drei Annexen der Ortsgemeinde Esthal bildet. Der Ort hat ungefähr 100 Einwohner und liegt im Landkreis Bad Dürkheim in Rheinland-Pfalz.

## Lage
Erfenstein liegt im südöstlichen Gemeindegebiet im Elmsteiner Tal am Speyerbach. Sein Nachbarort ist der zu Lambrecht gehörende Weiler Iptestal. Unmittelbar südlich von Erfenstein befindet sich die Gemarkungsgrenze zu Neustadt an der Weinstraße. Weitere benachbarte Ortschaften sind die ebenfalls zu Esthal gehörenden Annexen Breitenstein im Südwesten und Sattelmühle im Nordosten. Südwestlich von Erfenstein erstreckt sich der Wassersteinberg; mit den dort befindlichen Wassersteinen und der Felspartie in unmittelbarer Siedlungsnähe befinden sich im Einzugsgebiet des Ortes außerdem zwei Naturdenkmale.

## Geschichte
Der Ort wurde 1835 zum ersten Mal urkundlich erwähnt.

## Kultur
Die Burg Erfenstein bildet eine Denkmalzone; zusätzlich stehen das Land- und Jagdhaus Wolf und zwei Wohnhäuser in der Schankentalstraße unter Denkmalschutz.
Bereits auf Gemarkung von Neustadt an der Weinstraße befindet sich die Spangenberg. Letztere wird seit 1971 vom Verein Burg Spangenberg betreut. Er entstand aus einer Bürgerinitiative und wurde am 5. Dezember 1971 im ehemaligen Forsthaus Spangenberg gegründet.
Um 1930 wurde im Schankental eine Lourdesgrotte angelegt und 1957 ein Wegkreuz an der Einmündung der Bahnhofsstraße in die Talstraße, da ein gewünschter eigener Kirchenbau an mangelnden finanziellen Mitteln scheiterte.

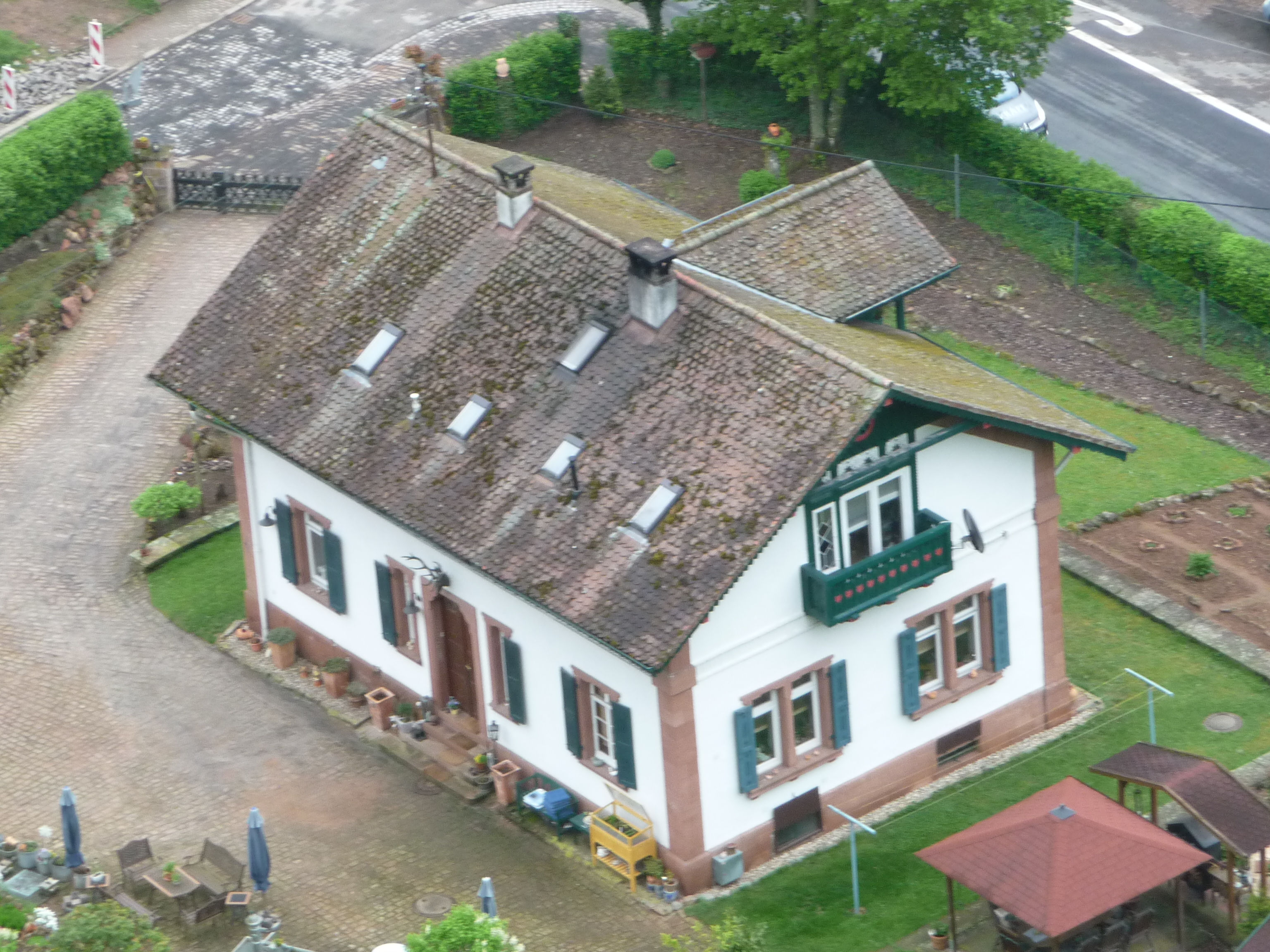
Denkmalgeschütztes Land- und Jagdhaus Wolf

Aufgrund der Lage inmitten des Pfälzerwaldes stehen in Erfenstein drei ehemalige Forsthäuser (Schankentalstr. 1, Spangenbergstr. 9 und 15), die heute als Wohnhäuser genutzt werden. Das denkmalgeschützte Wohnhaus Schankentalstr. 1 an der Ecke zur Talstraße wurde in den Jahren 1857 und 1858 von damaligen Waldbesitzern Wolf aus Wachenheim als Jagdhaus im Stil des späten Klassizismus errichtet. Außerdem stehen die von der früheren Fabrikbesitzern Laubscher in Formen des Heimatstils erbauten Villen in der Spangenbergstr. 11 und 13 aus den 1920er Jahren unter Denkmalschutz.

## Wirtschaft und Infrastruktur

### Infrastruktur
Seit 1921 ist Erfenstein an das Stromnetz angeschlossen, wobei zunächst eine Versorgung über eine Wasserkraftanlage der örtlichen Fabrik sichergestellt wurde und später der Anschluss an die Überlandleitung erfolgte. Seit 1930 existiert das Wasserleitungsnetz, die Wasserversorgung erfolgt seit dem Ende der 1990er Jahre von Lambrecht aus. Zu Beginn des zwanzigsten Jahrhunderts bis in die 1940er Jahre gab es im Ort eine eigene Freiwillige Feuerwehr.
Erfensteiner Kinder besuchen die umliegenden Grundschulen in Lambrecht und in Esthal. Weiterführende Schulen in der Umgebung sind unter anderem die Realschule plus Lambrecht sowie drei Gymnasien in Neustadt an der Weinstraße.

### Wirtschaft
Von 1910 bis 1973 wurde im Ort ein Lebensmittelladen mit Poststelle betrieben, zeitweise versorgten fahrende Händler die Einwohner mit Lebensmitteln. Schon seit 1991 bewirtet die Burgschänke auf Burg Spangenberg Einheimische und Touristen. Bis 2006 gab es in der Talstraße 12 eine Gaststätte mit Fremdenzimmern. Im Ort existierte bis 2007 eine Kunststofffirma, in deren Gebäuden sich zuerst eine Sägemühle, danach die Wollfabrik Laubscher und eine Textilfirma für Gardinen- und Dekostoffe befanden. Heute wird das Fabrikgebäude von mehreren kleinen Betrieben genutzt. Aus der Zeit der beiden Wollfabriken Ludwig und Heinrich Laubscher stammen die meisten Fabrikgebäude. Gegenüber der ehemaligen Wollfabrik existierte eine Firma für Kunststoffspielwaren.

### Verkehr

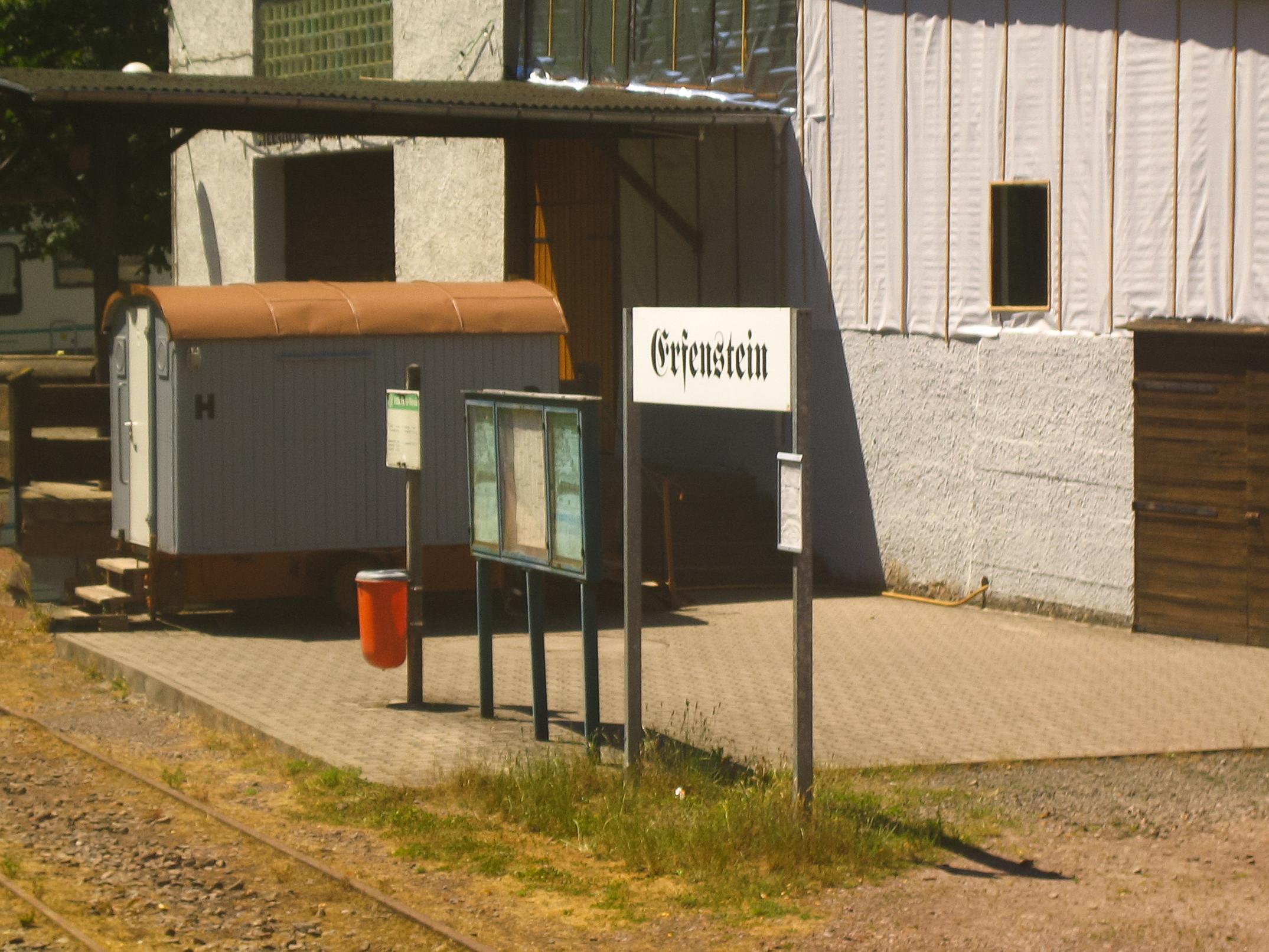
Bahnhof Erfenstein an der Strecke des Kuckucksbähnels

Erfenstein hat einen Bahnhof an der Museumseisenbahn Kuckucksbähnel Lambrecht–Elmstein, der von 1909 bis 1960 mehrmals täglich von Regelzügen bedient wurde.
Ursprünglich befand sich der Bahnsteig von Erfenstein zwischen der Brücke über den Speyerbach aus Richtung Lambrecht und der im nördlichen Bahnhofsbereich befindlichen Weiche 101. Während der Zeit der Bayerischen Staatseisenbahnen war er als Stationstyp 2 geführt. Die Weiche verfügte ursprünglich über einen Gestängeantrieb, der zwischenzeitlich aufgegeben wurde; seine Reste sind jedoch noch vorhanden.
Der Bahnhof ist inzwischen von allen Unterwegshalten die einzige Betriebsstelle, an der Zugkreuzungen möglich sind. Diese finden jedoch selten statt, beispielsweise bei Fahrten von Sonderzügen. Dementsprechend verfügt Erfenstein derzeit über einen Inselbahnsteig. Das westliche Gleis fungiert als Kreuzungs- beziehungsweise Überholungsgleis. Ursprünglich diente es ausschließlich als Ladegleis und war lediglich aus Richtung Lambrecht befahrbar. Nach dem Umbau zum Kreuzungsbahnhof erhielt der Bahnhof eine weitere Weiche mit der Nummer 102. Bei dieser handelt es sich um Schienenprofile von Länderbahnen, die auf Stahlschwellen montiert wurden.
An den öffentlichen Verkehr angebunden ist Erfenstein über die Landesstraße 499, auf der Linienbusse zwischen Neustadt und Elmstein bzw. Johanniskreuz verkehren. Zudem liegt der Ort am Fernwanderweg Saar-Rhein-Main.